# 旧五十嵐歯科医院
旧五十嵐歯科医院（きゅういがらししかいいん）は、静岡県静岡市清水区にある建築物。旧五十嵐邸（きゅういがらしてい）などとも呼ばれる。1914年（大正3年）頃の竣工とされる洋風建築である。登録有形文化財。

## 歴史
静岡県庵原郡蒲原町は東海道の宿場町（蒲原宿）として栄えた町である。後に五十嵐歯科医院となる建物は、大正期以前に蒲原宿の旧東海道に面して建築された町屋の旧家である。この旧家の当主である五十嵐準は、東京歯科医学専門学校（現・東京歯科大学）の卒業後、1914年（大正3年）頃に旧家を改築して五十嵐歯科医院を開業した。医院と住宅を兼用している。設計は地元の大工である吉田源吉とされる。1918年（大正7年）頃には西側を増築し、1940年（昭和15年）から1941年頃（昭和16年）には東側を増築した。

### 保存と活用
1999年（平成11年）にはNPO法人旧五十嵐邸を考える会が設立され、管理運営を委託された旧五十嵐邸を考える会は来館者に対する邸内ガイドなどを行っている。2000年（平成12年）9月26日には国の登録有形文化財に登録された。旧五十嵐歯科医院では折に触れてイベントなどが開催されている。

## 建築
内部は和風の住宅であるが、外観は洋風であることが特徴であり、ガラス窓が多用されている。2階には大正時代に建設された当時のまま診療室・技工室・待合室が残っており、室内には診療台・薬剤箱・手洗い器なども残っている。

## 利用案内
- 開館時間[4]
  - 9時30分-16時30分（3月-11月）
  - 9時30分-16時（12月-翌年2月）
- 休館日[4]
  - 月曜・祝日の翌平日・年末年始
- アクセス[4]
  - JR東海道本線新蒲原駅から徒歩7分